# Дубровица (Дубенский район)
Дубровица (укр. Дубовиця) — село в Вербской сельской общине Дубенского района Ровненской области Украины.
На 2024 год в селе проживает 14 человек. Почтовый индекс — 35670. Телефонный код — 3656. Код КОАТУУ — 5621688503.